# مايك تروي
مايك تروي (بالإنجليزية: Mike Troy) هو سباح أمريكي، ولد في 3 أكتوبر 1940 في إنديانابوليس في الولايات المتحدة.

## وصلات خارجية
- مايك تروي على موقع الاتحاد الدولي للسباحة (الإنجليزية)
- مايك تروي على موقع قاعة مشاهير السباحة العالمية (الإنجليزية)
- مايك تروي على موقع اللجنة الأولمبية الدولية (الإنجليزية)
- مايك تروي على موقع أوليمبيديا (الإنجليزية)